# Sainte-Anne-de-Bellevue
Sainte-Anne-de-Bellevue es una ciudad de la provincia de Quebec, Canadá. Es una de las ciudades que conforman la Comunidad metropolitana de Montreal y a su vez, hace parte de la aglomeración de Montreal y de la región administrativa de Montreal. Hace parte de las circunscripciones electorales de Jacques-Cartier a nivel provincial y de Lac-Saint-Louis a nivel federal.

## Geografía

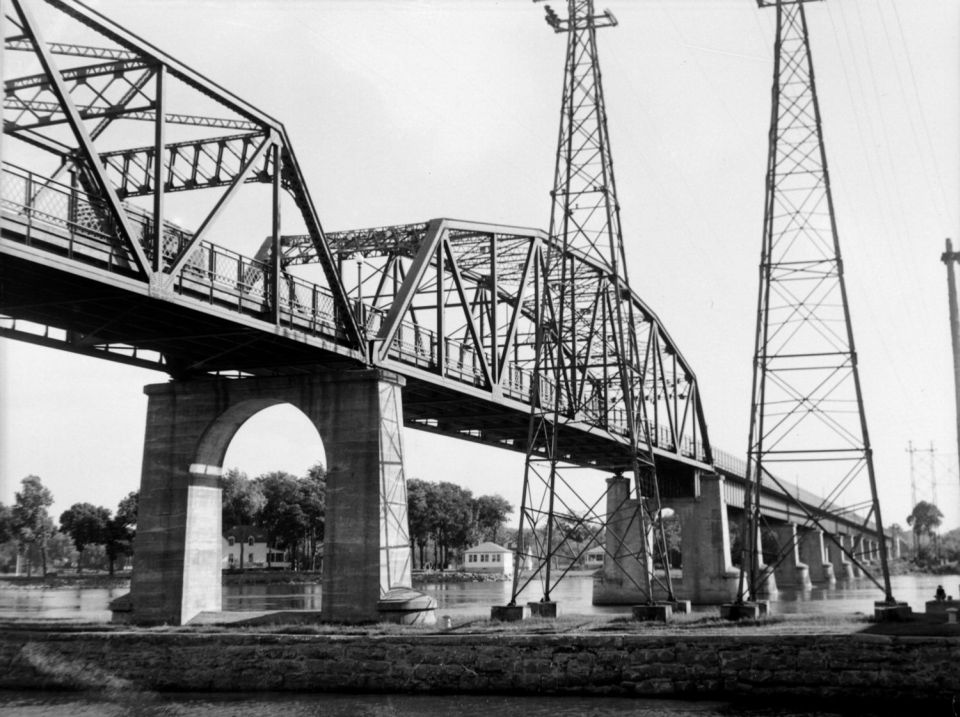
Puente Galipeault. 20 de julio de 1948.

Sainte-Anne-de-Bellevue se encuentra ubicada en las coordenadas 45°24′00″N 73°57′00″O / 45.40000, -73.95000. Según Statistique Canada, tiene una superficie total de 10,57 km² y es una de las 1135 municipalidades en las que está dividido administrativamente el territorio de la provincia de Quebec.

## Demografía
Según el Censo de Canadá de 2011, había 5073 personas residiendo en esta ciudad con una densidad de población de 480 hab./km². Los datos del censo mostraron que de las 5197 personas censadas en 2006, en 2011 hubo una disminución poblacional de 124 habitantes (-2,4%). El número total de inmuebles particulares resultó de 2202 con una densidad de 208,33 inmuebles por km². El número total de viviendas particulares que se encontraban ocupadas por residentes habituales fue de 1968.